# Félix de Blochausen
Joseph Félix de Blochausen (Schieren, 5 marzo 1834 – Schieren, 15 novembre 1915) è stato un politico lussemburghese.
È stato Primo Ministro del Lussemburgo dal 26 dicembre 1874 al 20 febbraio 1885.

## Biografia
Félix de Bolchausen nacque al Castello di Birtrange presso Schieren il 5 marzo 1834 da una famiglia aristocratica, figlio del barone Frederic Joseph Prosper de Blochausen.
Egli iniziò la propria carriera politica come ministro dell'interno, carica alla quale venne eletto il 14 dicembre 1866, rimanendo in carica sino al 3 dicembre 1867 sotto il governo de Tornaco. Dopo la caduta del governo di de Tornaco, rimase esterno al governo durante il rivoluzionario Servais.
Il 26 dicembre 1874 venne eletto primo ministro del granducato di Lussemburgo rimanendo in carica sino al 20 febbraio 1885 con simultaneamente le cariche di ministro degli esteri e provvisoriamente anche di ministro delle finanze dal 21 settembre al 12 ottobre 1882.
Nel 1893 divenne presidente della Société agricole grand-ducale.
Morì al Castello di Birtrange il 15 novembre 1915.